# 가디언즈 오브 갤럭시 (애니메이션)
《가디언즈 오브 갤럭시》(영어: Guardians of the Galaxy)는 2015년부터 2019년까지 방영된 미국의 텔레비전 애니메이션이다. 마블 코믹스의 동명의 팀을 원작으로 한다. 마블 텔레비전과 마블 애니메이션이 제작하며, 디즈니 XD에서 방송될 예정이다. 동명 영화와는 같은 스토리를 잇지만, 제임스 건은 마블 시네마틱 유니버스에 포함되지 않으며, 영화와는 직접적인 관련이 없다고 말했다.

## 등장인물
- 윌 프리들 - 피터 퀼 / 스타로드 역
- 트레버 디볼 - 로켓 역
- 버네사 마셜 - 가모라 역
- 케빈 마이클 리처드슨 - 그루트 역
- 데이비드 소볼로이 - 드랙스 더 디스트로이어 역
- 제임스 아널드 테일러 - 욘두, 코스모 역